# 밀로라드 도디크

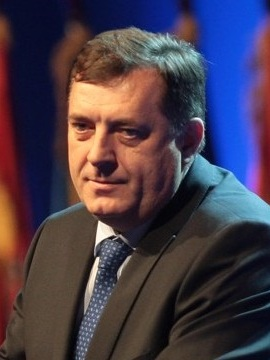

밀로라드 도디크(세르비아어: Милорад Додик, 1959년 3월 12일 ~) 스르프스카 공화국의 정치인이다. 1998년에 그는 첫 번째 총리로 임명되었다. 1998년부터 2001년까지 첫 번째 임기를 지냈고, 2006년에 두 번째 임기를 시작하였다. 그는 보스니아 헤르체고비나에서 스르프스카 공화국의 독립 운동을 지지하고 있었다고 한다.